# Морас, Вальтер
Вальтер Морас (нем. Walter Moras; 20 января 1856, Берлин — 6 марта 1925, Гарцбург) — немецкий художник, мастер пейзажа.

## Биография
В юности Морас находился под влиянием пейзажиста и мариниста Германа Эшке (1823—1900), у которого обучался в родном Берлине. В 1876 году 20-летний Морас организовал свою первую выставку в Прусской академии художеств. Позже он постоянно участвовал в крупных выставках в Берлине, Ольденбурге, Мюнхене, Бремене, однако членом Берлинской ассоциации художников не был.
Вальтер Морас большую часть жизни прожил в Берлине, поэтому в каталогах его называли берлинским художником, однако на полотна Мораса не попадал собственно Берлин. В отличие от Эшке, он также не слишком интересовался далёкой и южной Италией или эпическими и грандиозными морскими видами. Вместо этого Мораса, как художника, привлекала сельская Германия, её дороги, обсаженные раскидистыми деревьями, уединённо стоящие мельницы, реки, самодостаточные фахверковые деревушки, причем всё это он лучше всего изображал зимой, по праву считаясь выдающимся мастером зимнего пейзажа.

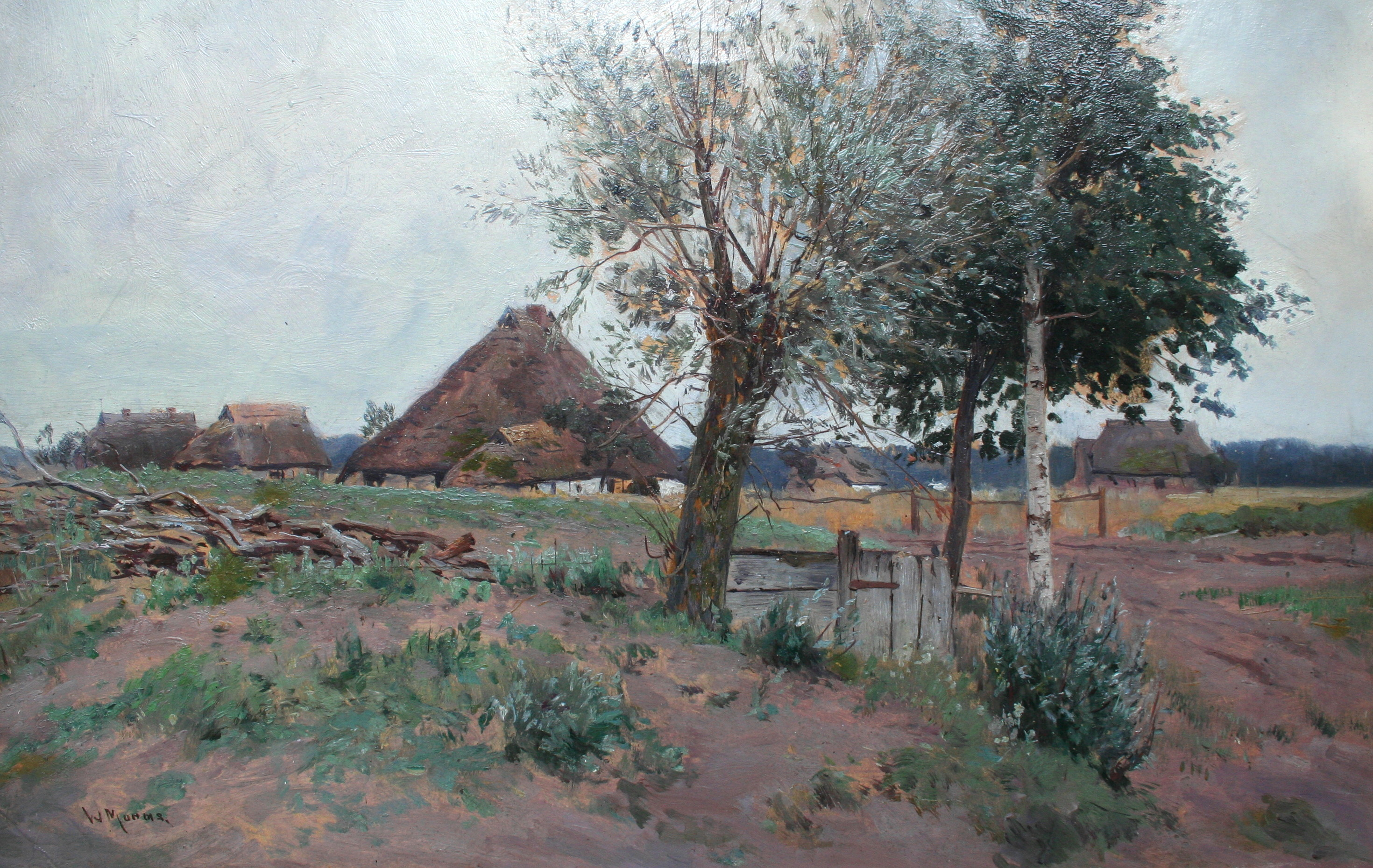
Деревня в Бранденбурге.

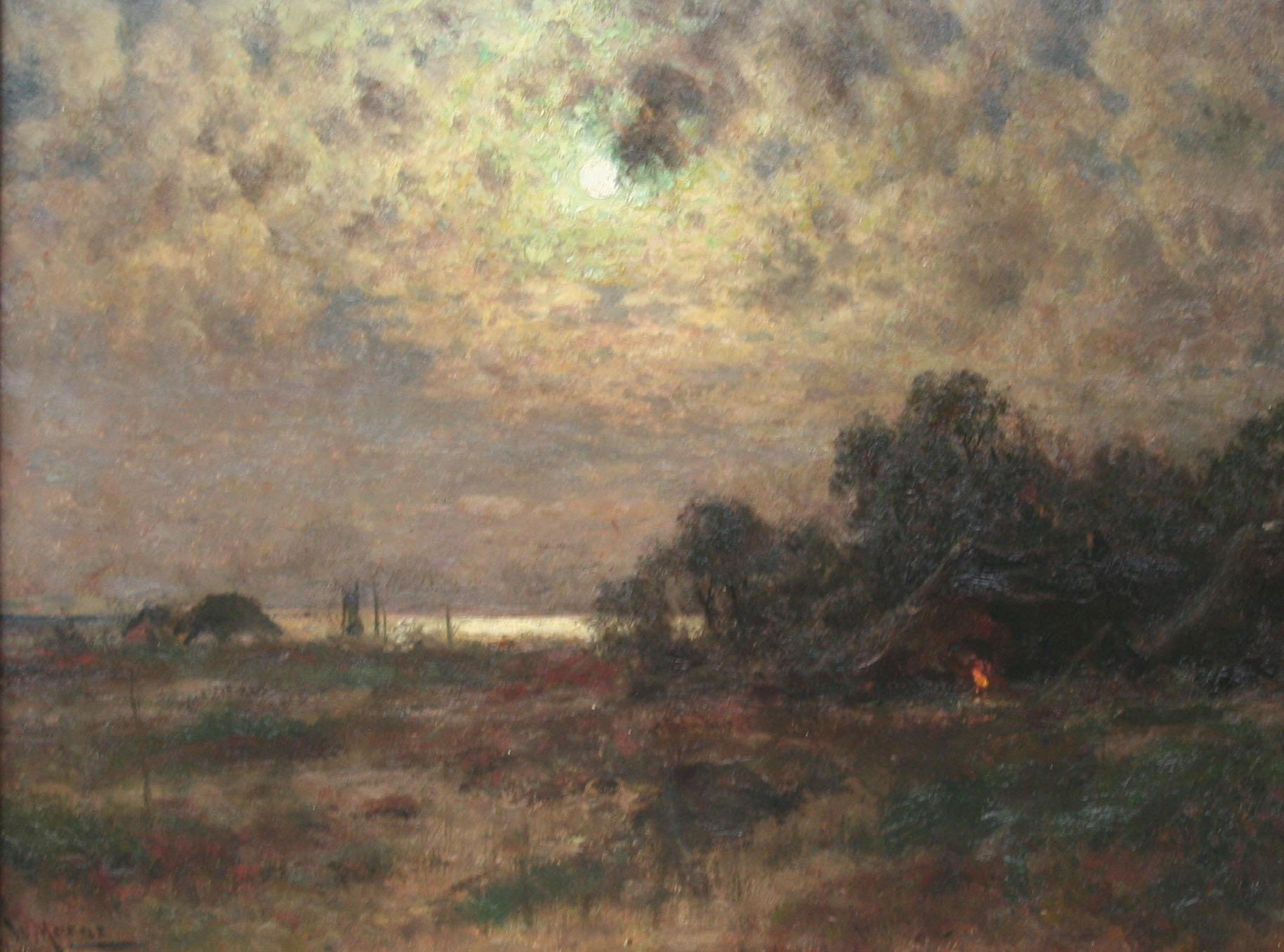
Закат солнца.

Эти пейзажи он создавал поблизости от Берлина, в сельском Бранденбурге, в особенности в Шпревальде. Иногда попадал на его картины и Потсдам. Однако выезжал Морас и за границу — в Норвегию, Италию, Нидерланды, а также нередко изображал виды выходящей на Балтийское море провинции Мекленбург.
Вальтер Морас был художником-реалистом, и художественные новации того времени в целом обошли его стороной, хотя в некоторых работах всё же чувствуется небольшое влияние импрессионизма.
Сегодня картины Мораса по-прежнему хорошо продаются на аукционах. Они также весьма популярны в социальных сетях в качестве пасторальных, однако сам художник, хотя и несомненно стремился к камерности, но изображал с натуры такую Германию, какой она в действительности была.
В 1882 году Вальтер Морас женился на Иде Балушек, дочери берлинского инженера-путейца. Их сын, Бруно, родился в следующем году; Бруно Морас (1883—1939) также стал художником, но он был менее известен, чем его отец.

## Галерея

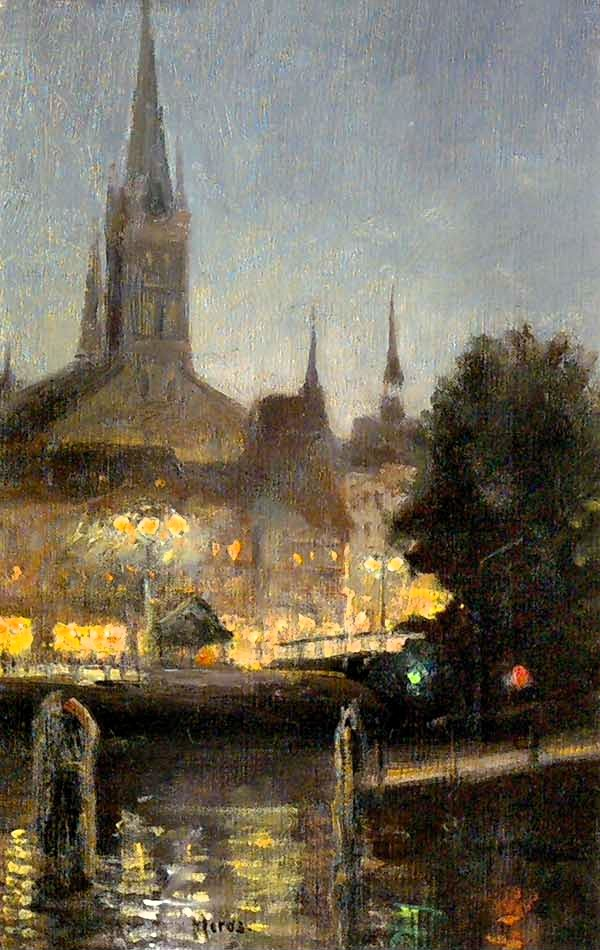
Любек ночью.
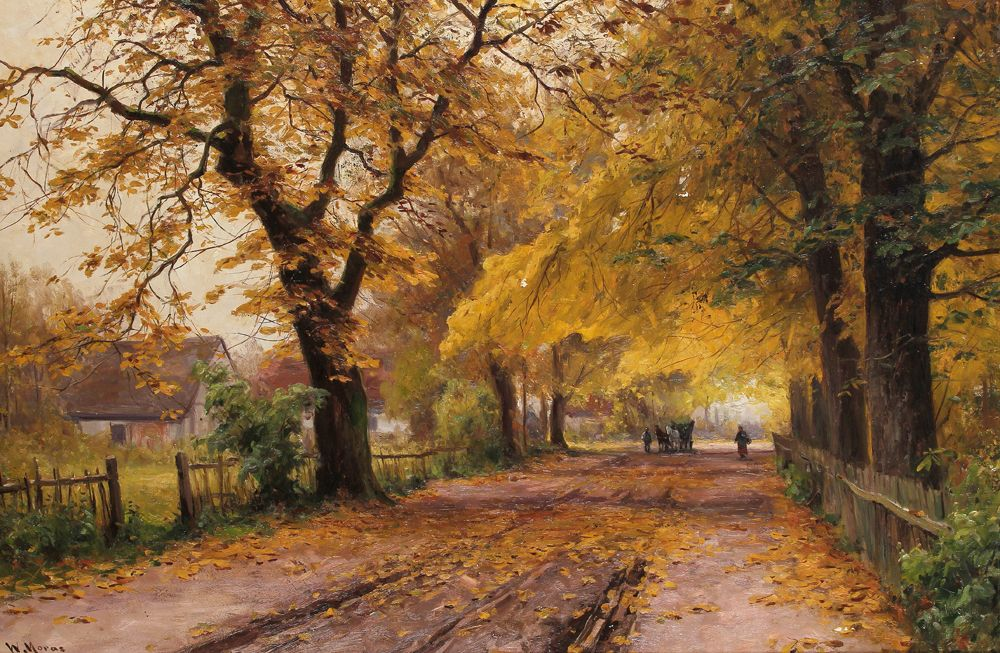
Осенняя дорога.
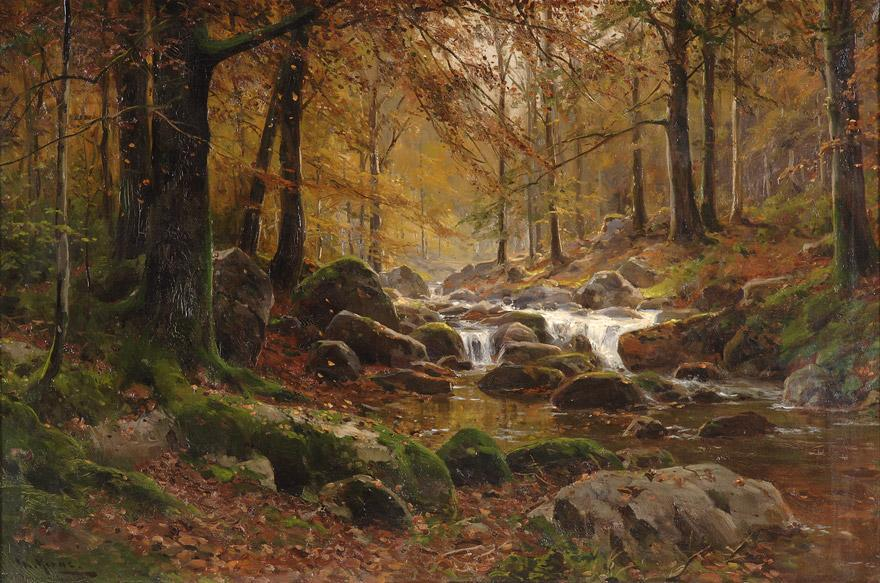
Осенний лес с ручьём.
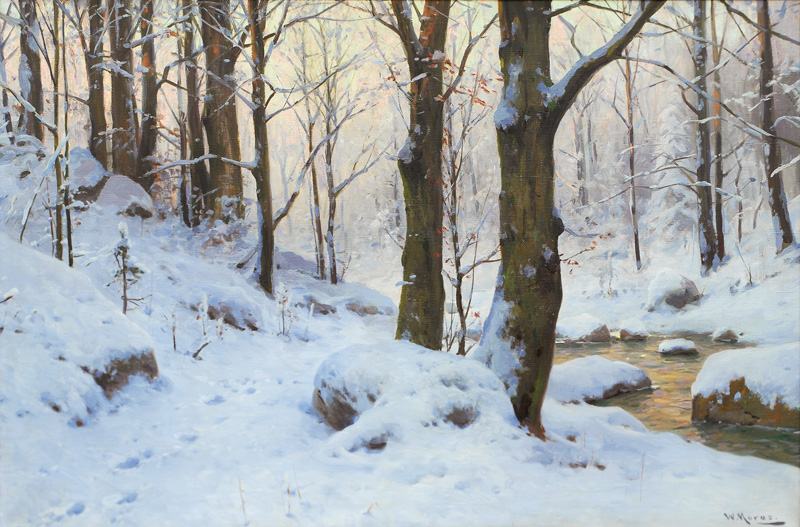
Ручей в зимнем лесу.
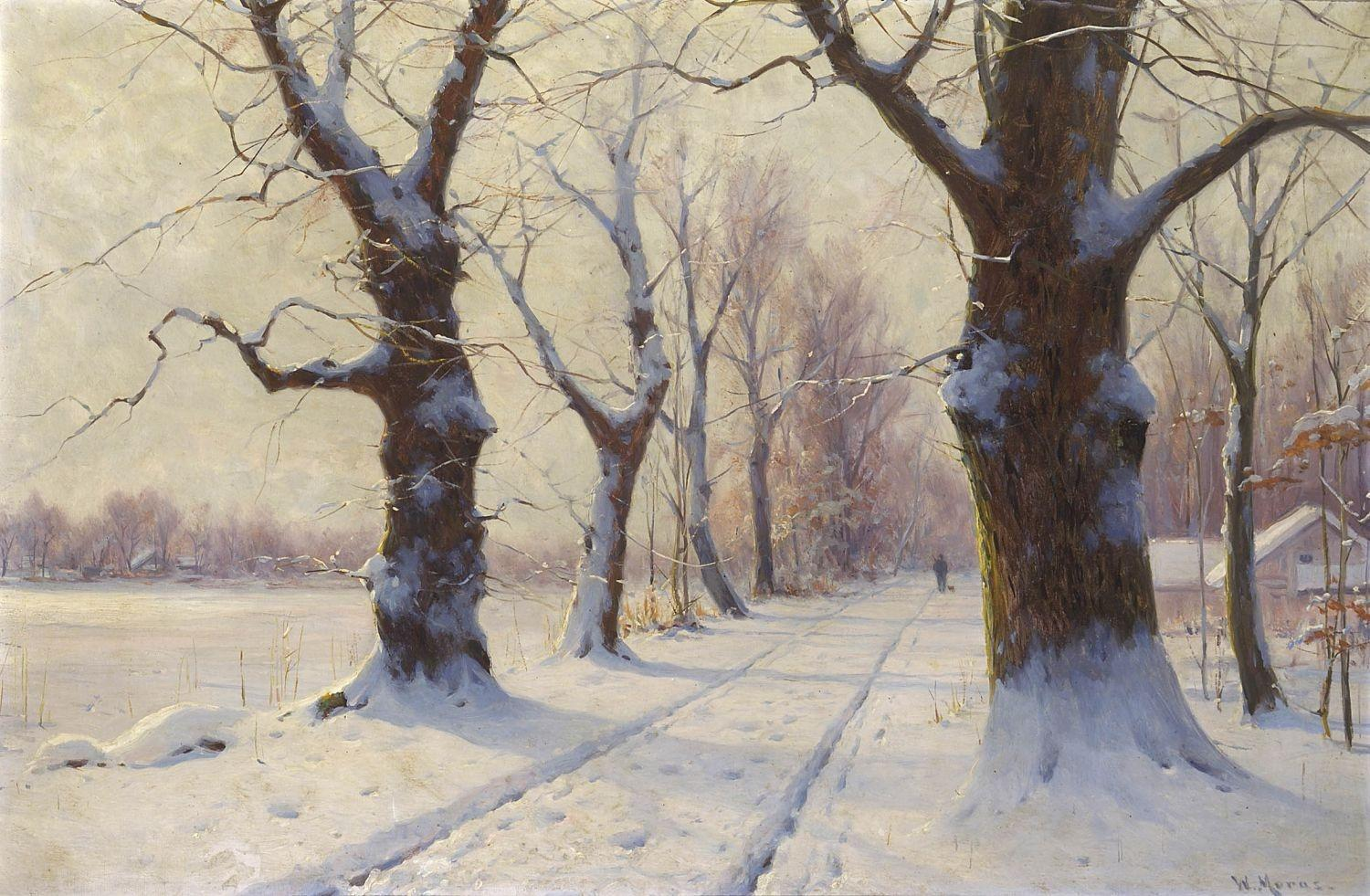
Зимняя дорога.
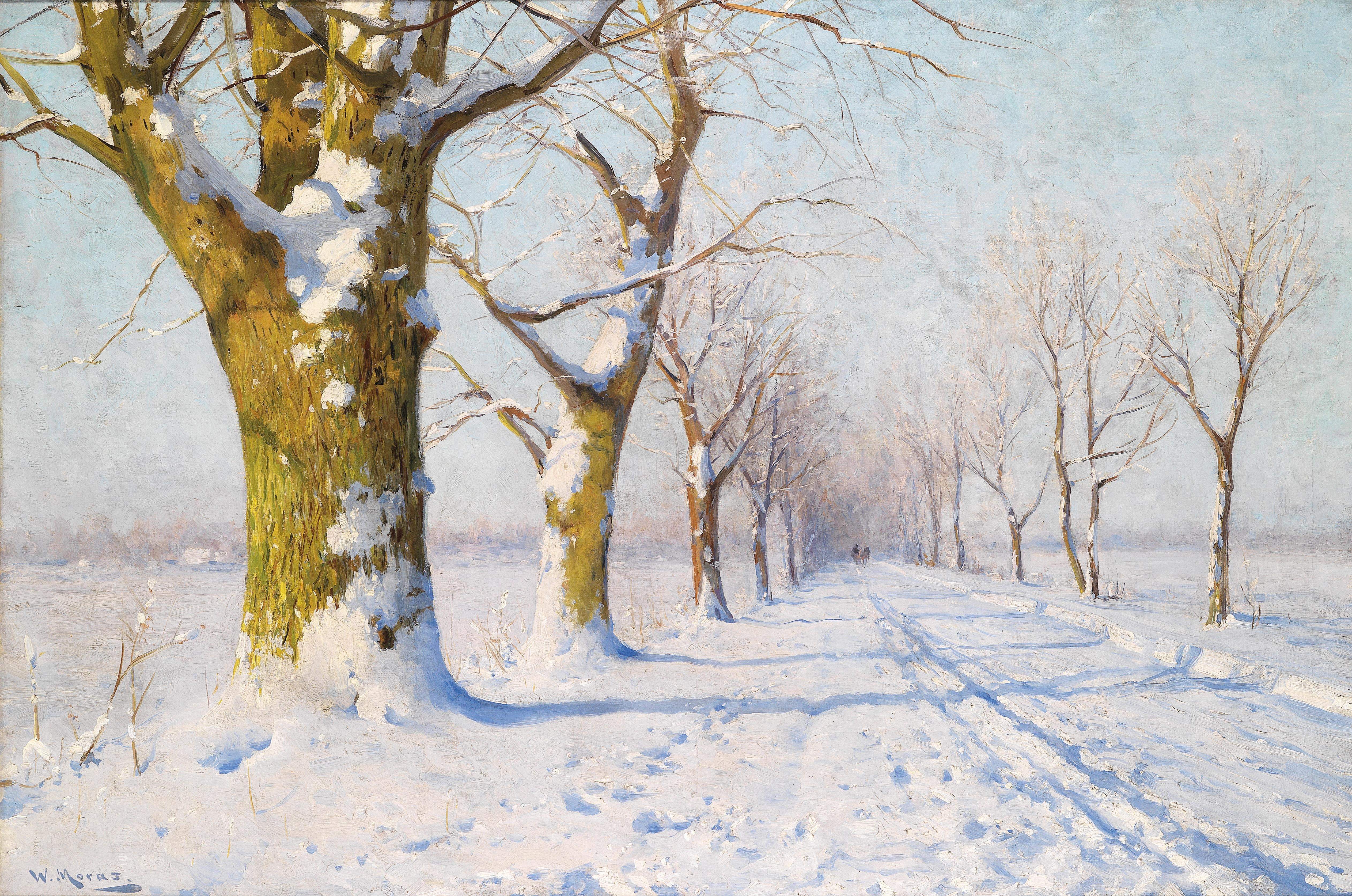
Солнечный зимний день.
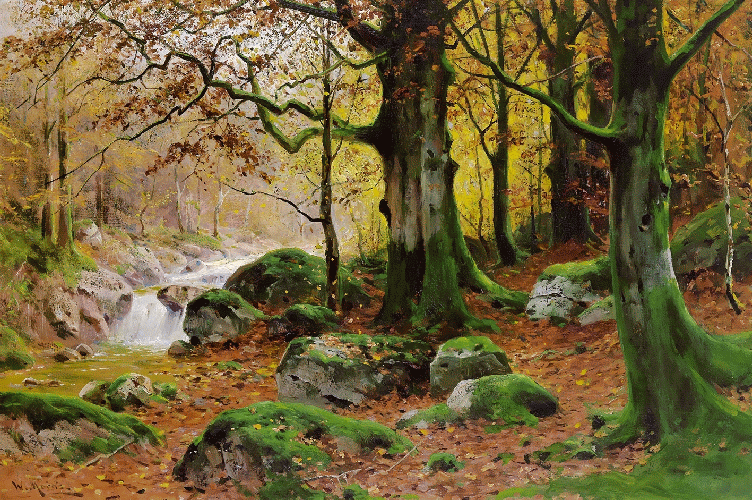
Осенний лесной пейзаж.
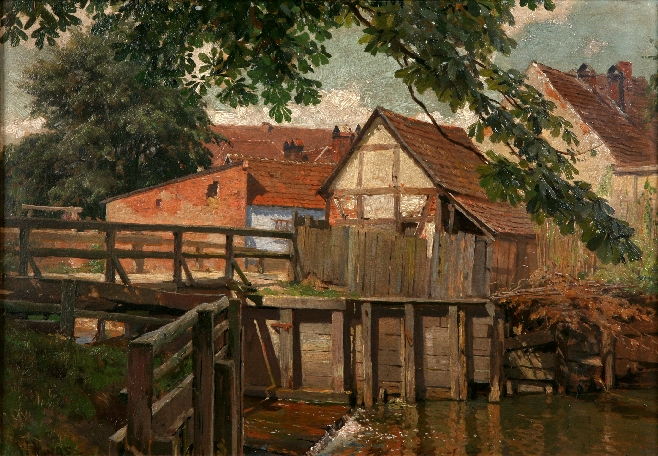
Любекский мотив.
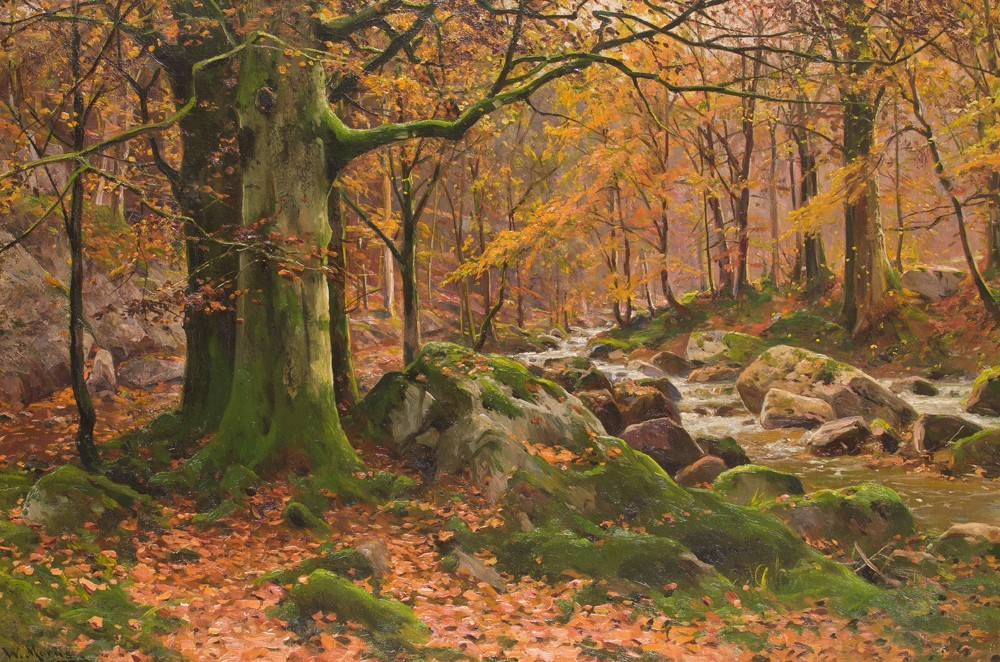
Лесной ручей осенью.
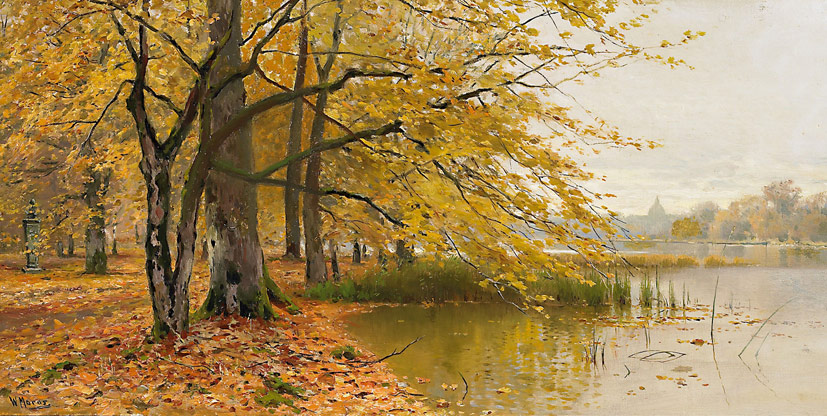
Осенний день в Потсдаме.
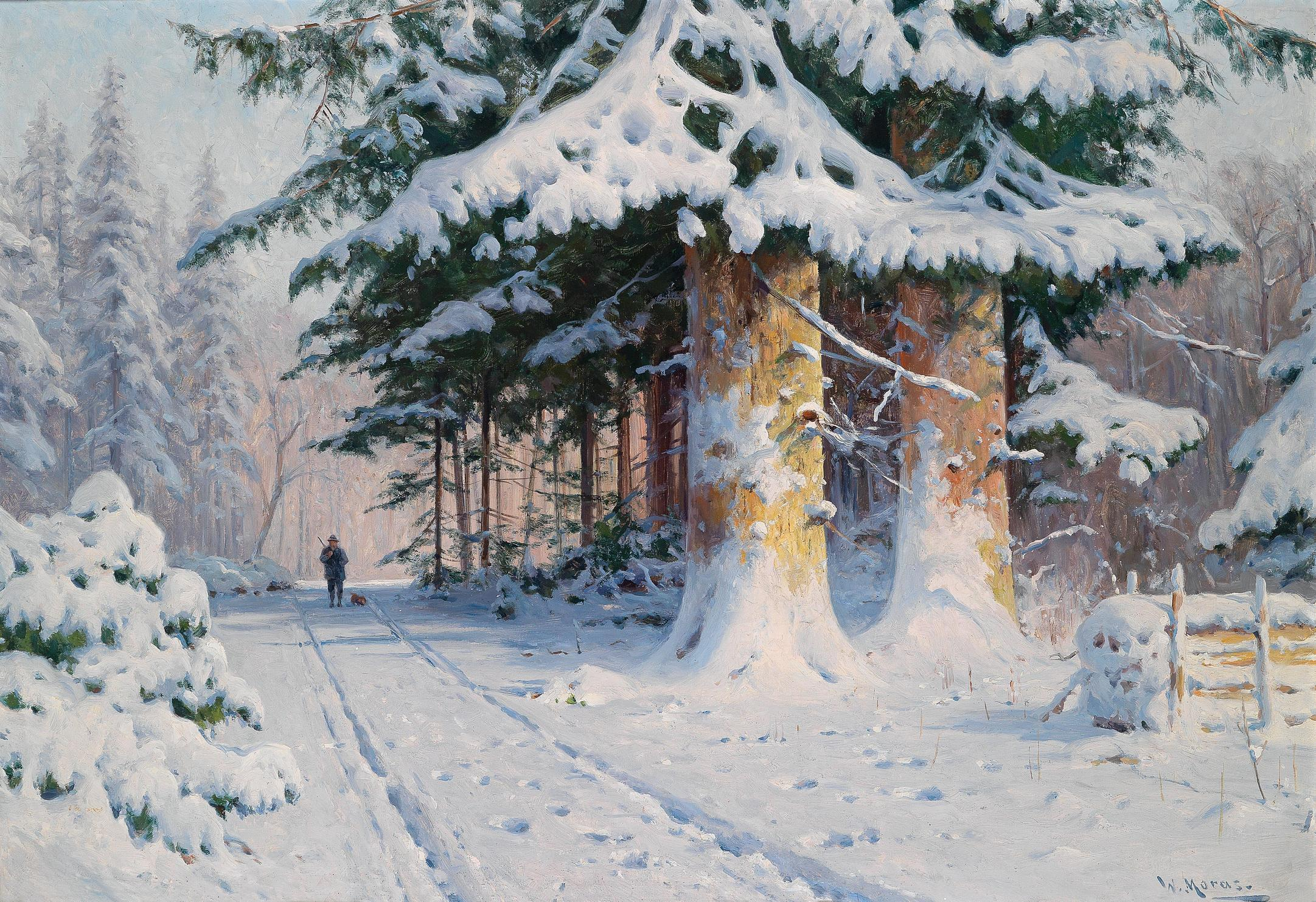
Охотник в зимнем лесу.
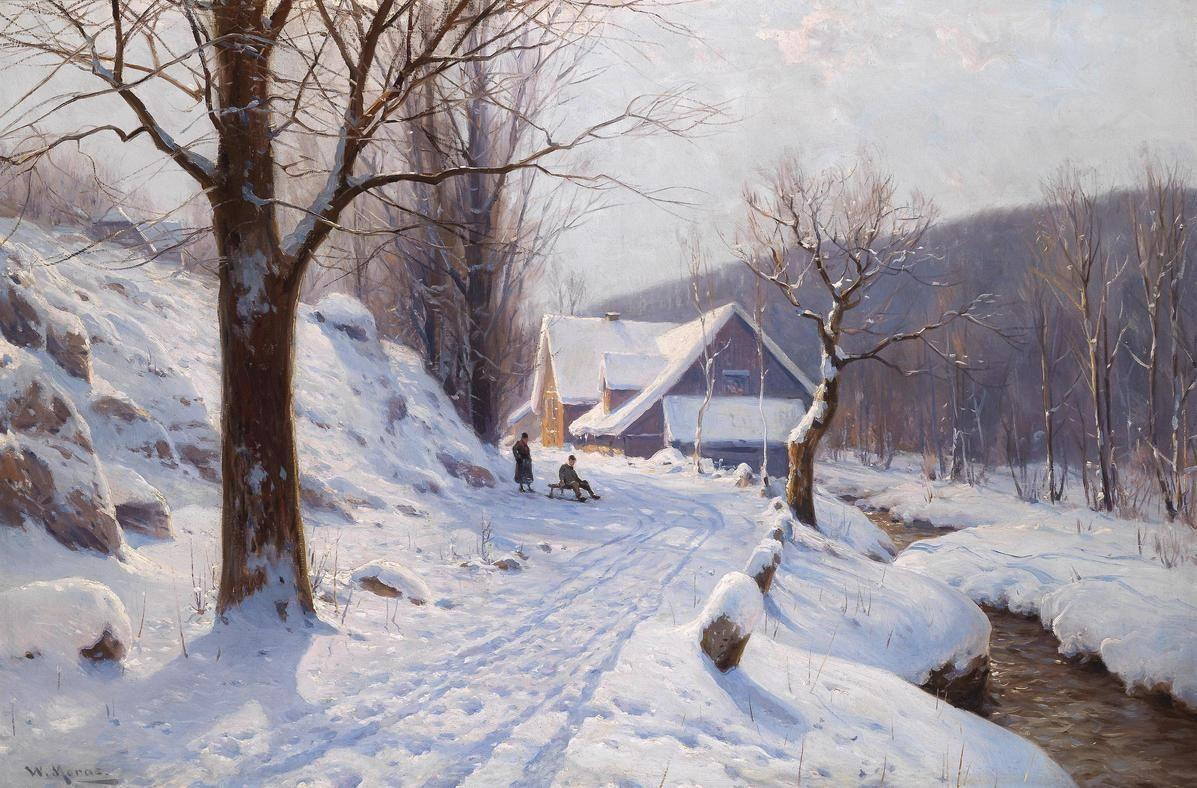
Зимний солнечный день. Катание на санках.
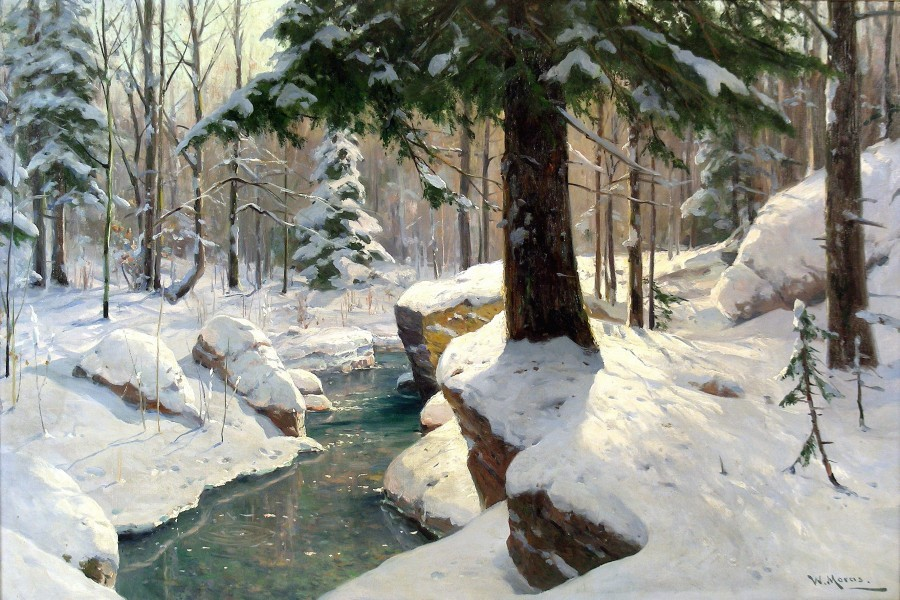
Ручей в снегу.
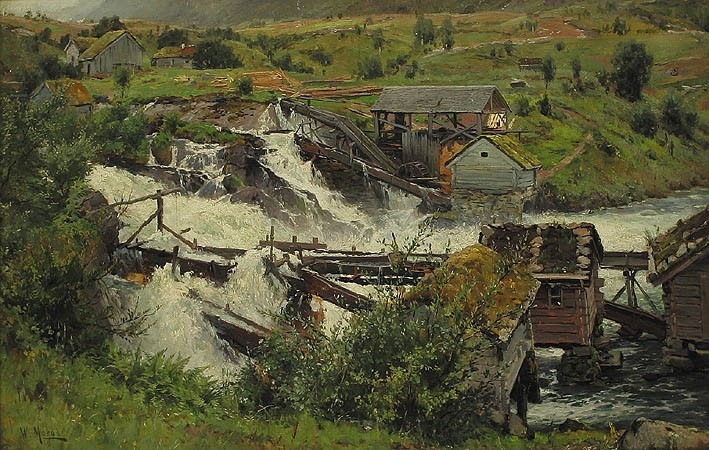
Водяные мельницы в Норвегии.
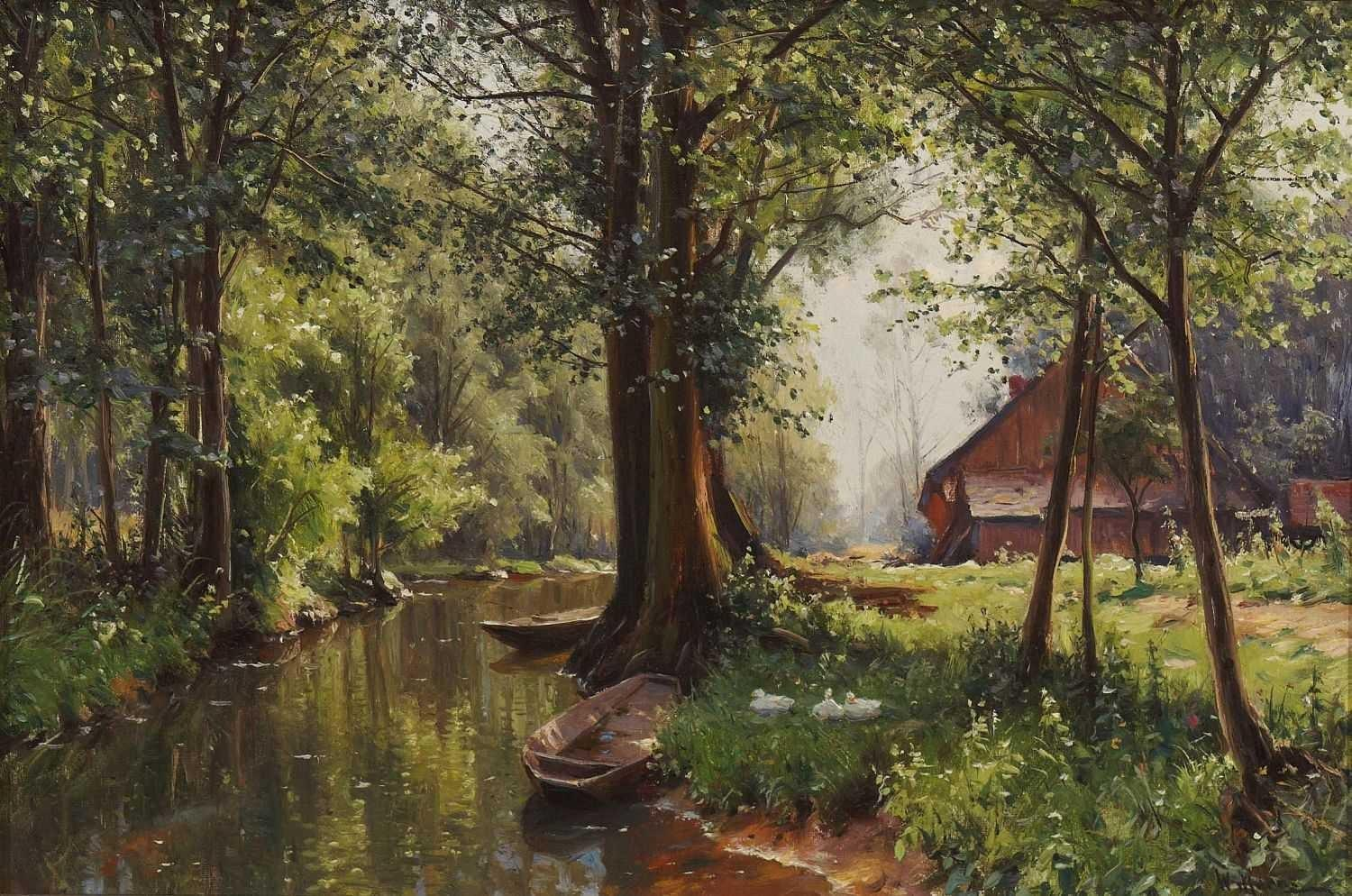
Пейзаж Шпревальда.
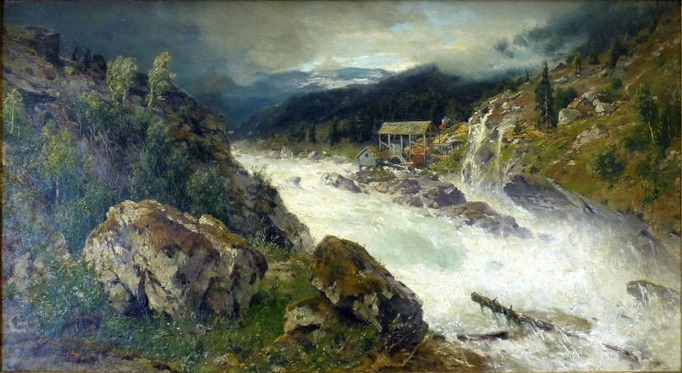
Горный ручей.
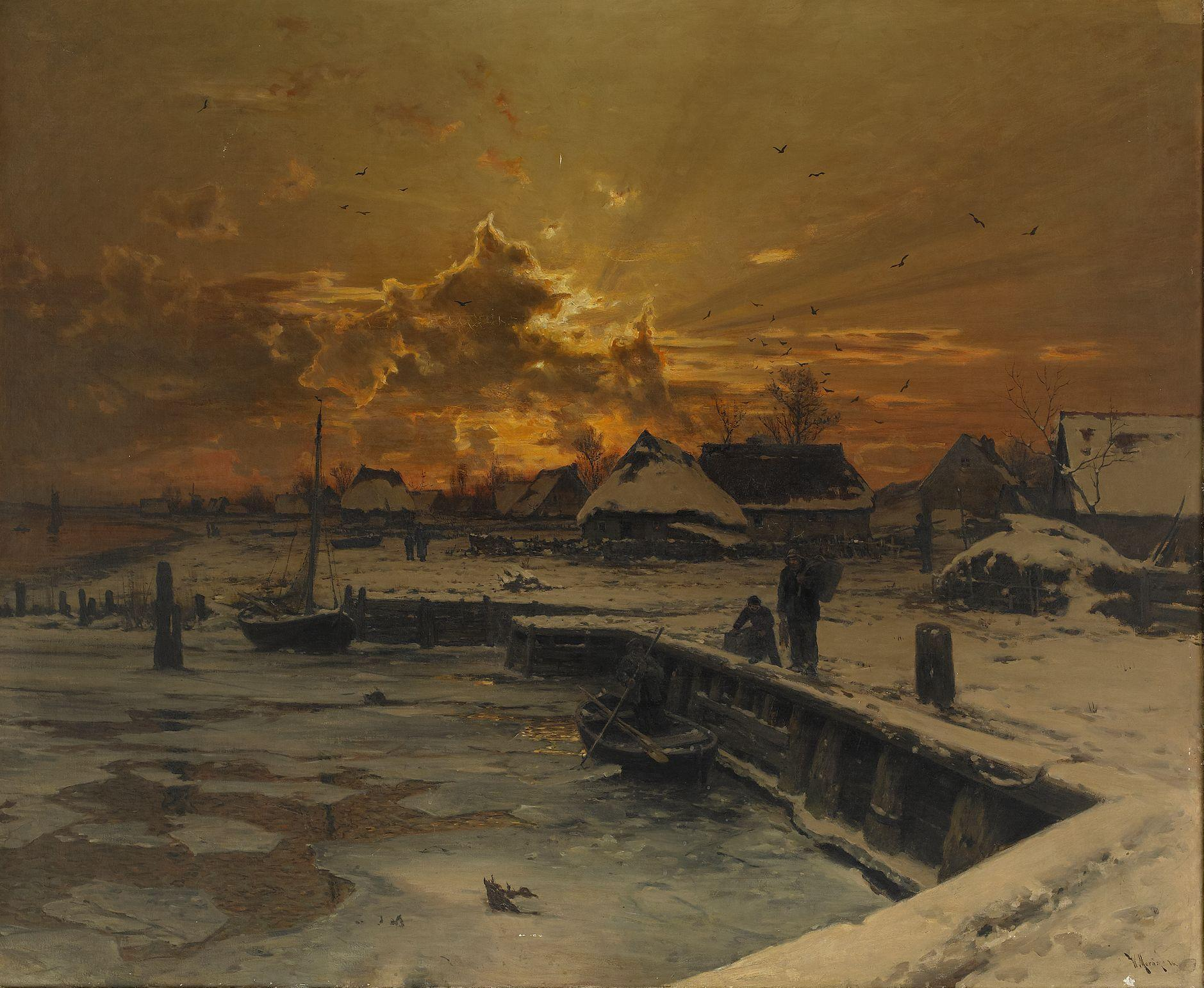
Рыбачья деревня зимой.
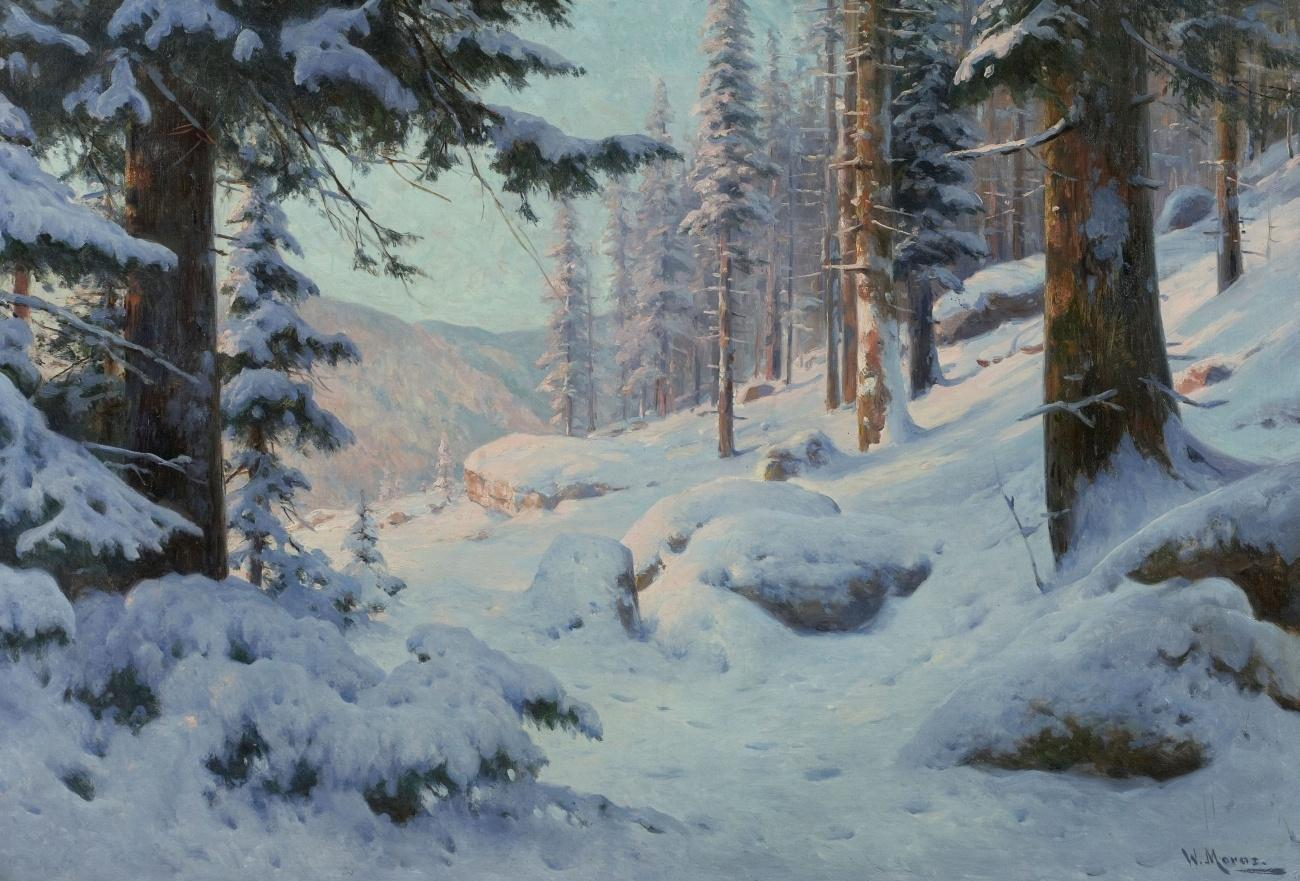
Заснеженный лес.
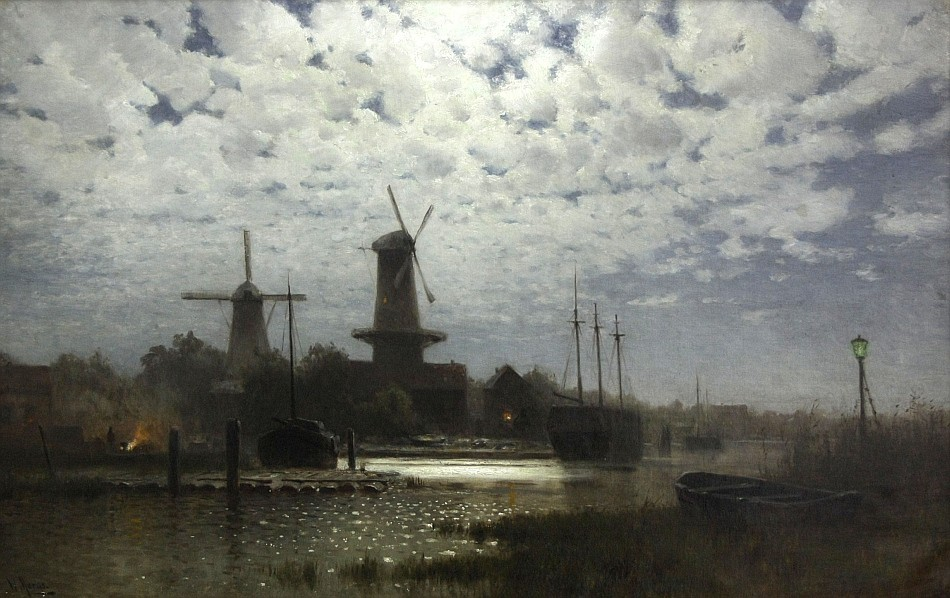
Мельницы в Голландии.
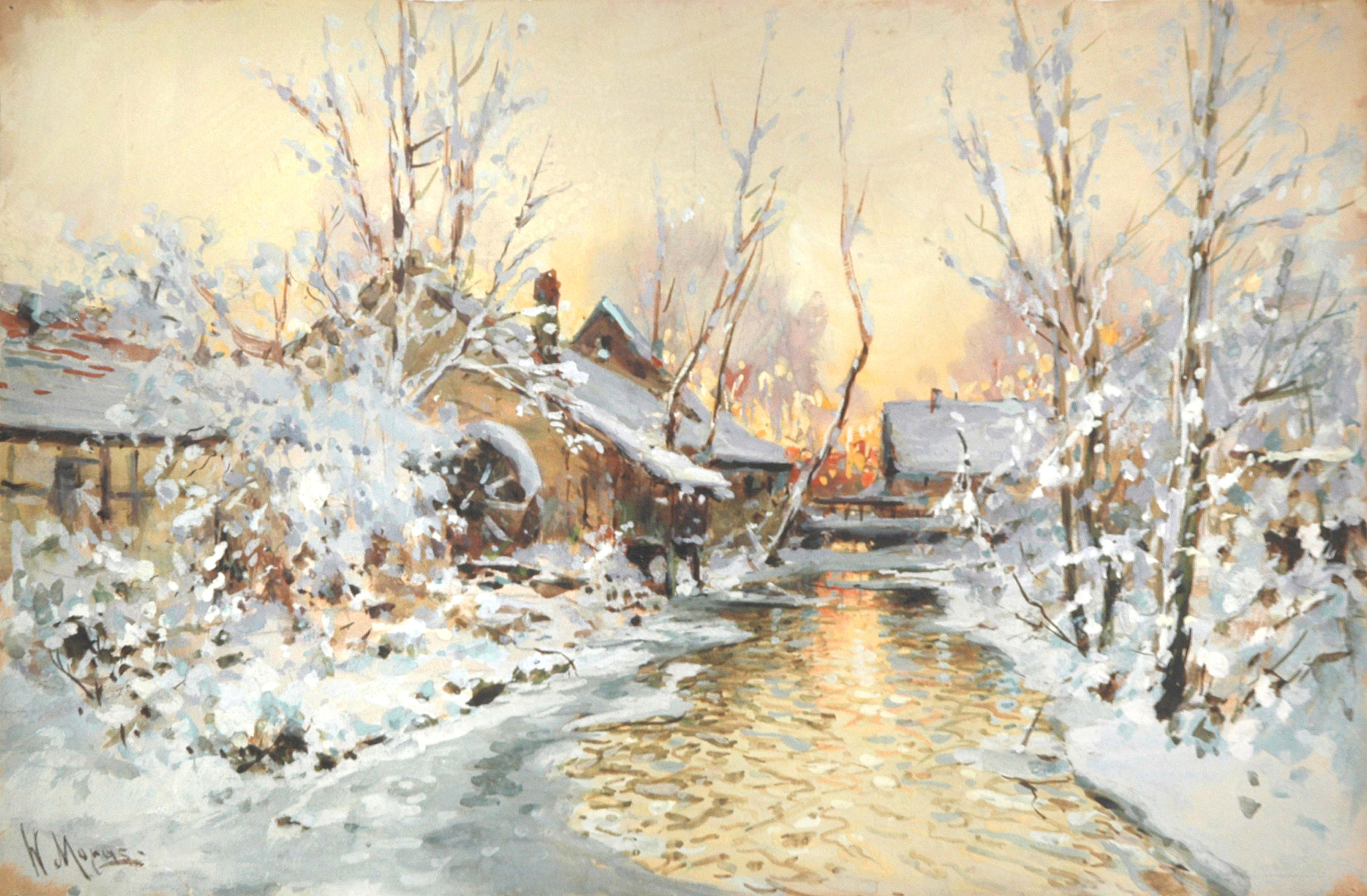
Водяная мельница под снегом.